# Биоково (Фоча)
Биоково је насељено мјесто у општини Фоча, Република Српска, БиХ. Према попису становништва из 1991. у насељу је живјело 154 становника.

## Становништво
Према попису становништва из 1991. године, мјесто је имало 154 становника.
Према процјенама из 2010. године, ово мјесто је имало око 80 становника и то старије популације.
| Демографија | Демографија | Демографија |
| Година      | Становника  | Становника  |
| ----------- | ----------- | ----------- |
| 1991.       | 154         |             |